# Cô gái đến từ hôm qua (phim)
Cô gái đến từ hôm qua (tựa tiếng Anh: The Girl from Yesterday) là một bộ phim điện ảnh hài lãng mạn Việt Nam do Phan Gia Nhật Linh đạo diễn, được chuyển thể dựa trên truyện dài cùng tên của nhà văn Nguyễn Nhật Ánh. Đây là bộ phim thứ hai của đạo diễn Phan Gia Nhật Linh, sau bộ phim Em là bà nội của anh (2015). Bộ phim được sản xuất bởi CJ E&M Việt Nam và công chiếu chính thức tại Việt Nam từ ngày 21 tháng 7 năm 2017.

## Nội dung
Cô gái đến từ hôm qua đan xen giữa hai câu chuyện của quá khứ và hiện tại về cậu học trò tên Thư. Nếu lúc còn bé Thư luôn tự hào mình là một đứa con trai thông minh, có thể dễ dàng bắt nạt và sai khiến cô bạn hàng xóm Tiểu Li thì giờ đây, khi lớn lên Thư luôn khổ sở vì bị Việt An, cô bạn học cùng lớp mà cậu thầm thương trộm nhớ “xỏ mũi” và "quay như quay dế".
Phim lấy bối cảnh năm 1997, tại một miền quê ở miền Nam Việt Nam, trong một ngôi trường trung học phổ thông. Anh chàng Thư "thơ thẩn" đang say mê cô bạn xinh đẹp cùng lớp tên Việt An. Thư muốn tìm cách tán tỉnh Việt An.
Mười năm trước, lúc Thư còn nhỏ, anh có chơi chung với cô bé hàng xóm tên Tiểu Li. Chơi rất thân với nhau nhưng Thư thường bắt nạt Tiểu Li. Cả hai trở thành đôi bạn không thể tách rời suốt một thời gian dài. Sau này gia đình Tiểu Li dọn đi nơi khác sống, Thư buồn bã giữ lại cuốn sổ bí mật - vật kỷ niệm của hai đứa và mong chờ một ngày nào đó sẽ được gặp lại Tiểu Li.
Thư mượn sách của Việt An nhưng lại viết lời bài hát vào cuốn sách, để rồi bị Việt An bắt đền. Lần tiếp theo Thư cũng mượn sách rồi thức đến 3 giờ sáng để đọc hết cuốn sách do Việt An đòi lại gấp. Biết được Việt An thích ăn kẹo, Thư liền bỏ tiền ra mua kẹo cho Việt An mỗi ngày. Việt An lại chơi thân với Chiêu Minh và Hồng Hoa, làm Thư phải mua kẹo cho cả ba cô gái. Không những mua kẹo mà Thư còn mua sôcôla và trái cây, mua đến lúc ví anh hết sạch tiền.
Quá khó để tán tỉnh Việt An, Thư phải nhờ anh chàng bạn thân Hải gầy tư vấn, nhưng lần nào cũng không thành công. Càng khổ sở vì Việt An bao nhiêu, Thư càng thấy nhớ cô bé Tiểu Li năm xưa bấy nhiêu.
Việt An bị bệnh mấy ngày không đến lớp được, Thư đến nhà thăm cô và tình nguyện chép bài giùm cô. Lo chép bài cho Việt An mà không chép bài cho mình nên Thư bị cô giáo la, cô giáo còn phát hiện dòng thơ tình của Thư. Việt An biết chuyện Thư viết thơ tình nên trách Thư. Việt An rủ Thư đi xem phim, Thư vui mừng nghĩ rằng chỉ có hai người đi, ngờ đâu Việt An rủ thêm Hồng Hoa đi chung.
Bộ phim không chỉ nói về Thư và Việt An mà còn nói về tình yêu giữa cô nàng lớp trưởng Chiêu Minh và thầy thể dục Lực. Họ yêu nhau nhưng Chiêu Minh mắc phải bệnh tim, có thể tái phát bất cứ lúc nào. Biết được bệnh tình của Chiêu Minh, thầy Lực đã đưa cô lên thành phố chữa bệnh.
Do có hiểu lầm nên Thư đấm vào mặt thầy Lực, rồi bị đình chỉ học tập. Hải gầy và Việt An thay phiên nhau đến nhà dạy Thư học, giúp Thư học hành ngày càng tiến bộ. Sau này Thư và Việt An yêu nhau, cặp đôi oan gia Hải gầy và Hồng Hoa cũng yêu nhau. Thư dẫn Việt An về nhà chơi và lấy cho cô xem cuốn sổ bí mật.
Thư tưởng Việt An xé cuốn sổ bí mật và gấp thuyền giấy thả xuống con kênh nên anh nổi giận đuổi Việt An đi, để rồi sau đó anh phát hiện ra đó chỉ là giấy trắng. Thư đuổi theo Việt An xin lại cuốn sổ. Ra đến một cây cầu, Việt An tiết lộ mình chính là Tiểu Li năm xưa, điều này làm Thư bất ngờ. Thời gian vừa qua Việt An cố tình im lặng không muốn tiết lộ cho Thư biết. Thư vui mừng vì gặp lại cô bạn thời thơ ấu.

## Diễn viên và nhân vật
- Thư "thơ thẩn" (do Ngô Kiến Huy thủ vai) (nhân vật Thư lúc nhỏ do Minh Khang thủ vai)
- Việt An (do Miu Lê thủ vai) lúc nhỏ có tên gọi khác là Tiểu Li (do Hà Mi thủ vai)
- Hải gầy (do Jun Phạm thủ vai)
- Hồng Hoa (do Hoàng Yến Chibi thủ vai)
- Chiêu Minh (do Lê Hạ Anh thủ vai)
- Cô giáo Hường (do Lan Phương thủ vai)
- Thầy giám thị Hinh (do Tiểu Bảo Quốc thủ vai)
- Thầy Lực (do Tùng Min thủ vai)
- Phương (do Bảo An thủ vai)
- Bố của Thư (do Hà Linh thủ vai)
- Bố của Tiểu Li (do Văn Anh thủ vai)
- Mẹ của Tiểu Li (do Tú Vi thủ vai)
- Anh chàng bí ẩn (do Trúc Nhân thủ vai với vai trò khách mời): Theo nhạc sĩ Nguyễn Hải Phong, nhân vật này có thể được xem là “nội tâm của Thư”.[7]

## Âm nhạc
| Danh sách các bài nhạc phim (OST) | Danh sách các bài nhạc phim (OST)                     | Danh sách các bài nhạc phim (OST)     | Danh sách các bài nhạc phim (OST)              | Danh sách các bài nhạc phim (OST) |
| STT                               | Nhan đề                                               | Sáng tác                              | Thể hiện                                       | Thời lượng                        |
| --------------------------------- | ----------------------------------------------------- | ------------------------------------- | ---------------------------------------------- | --------------------------------- |
| 1.                                | "Cô gái ngày hôm qua"                                 | Vũ Cát Tường                          | Miu Lê (cuối phim), Vũ Cát Tường (phần credit) | 5:15                              |
| 2.                                | "Phượng hồng"                                         | Đỗ Trung Quân Vũ Hoàng                | Trúc Nhân                                      | 4:25                              |
| 3.                                | "Chắc chắn yêu rồi"                                   | Tăng Nhật Tuệ Trần Hữu Tuấn Bách      | Ngô Kiến Huy                                   | 1:46                              |
| 4.                                | "Ngồi hát đỡ buồn"                                    | Nguyễn Hải Phong                      | Trúc Nhân                                      | 3:40                              |
| 5.                                | "Hãy bảo nắng về đi"                                  | TRANG                                 | Phùng Khánh Linh                               | 4:09                              |
| 6.                                | "Tình thơ"                                            | Hoài An                               | Miu Lê, Ngọc Linh                              | 3:14                              |
| 7.                                | "Người ta nói"                                        | Nguyễn Hoài Anh                       | Trúc Nhân                                      | 3:49                              |
| 8.                                | "Mashup Tình thôi xót xa ― Cô bé có chiếc răng khểnh" | Keiko Matsui Bảo Chấn Trần Thiết Hùng | Lam Trường, Ngô Kiến Huy                       | 2:30                              |
| 9.                                | "Con gái bây giờ"                                     | Quốc Hùng                             | Phương Thanh, Minh Thuận                       | 5:45                              |

Âm nhạc trong Cô gái đến từ hôm qua được xem là một phần quan trọng không thể thiếu, giúp đẩy mạnh cảm xúc của nhân vật và để lại dấu ấn đậm nét trong lòng khán giả, bao gồm phần nhạc nền do nhạc sĩ nhạc phim Trần Hữu Tuấn Bách sáng tác và các bài hát trong phim. Trong danh sách trên, có hai bài hát được viết riêng cho phim: Ngồi hát đỡ buồn và Cô gái ngày hôm qua. Những bài hát còn lại đều là những bản tình ca đình đám của thập niên 1990. Đặc biệt, bản cải lương nổi tiếng Võ Đông Sơn - Bạch Thu Hà cũng được sử dụng trong những phân đoạn thú vị của bộ phim.

## Quảng bá
Ngày 23 tháng 1 năm 2017, teaser trailer đầu tiên của bộ phim được phát hành trên YouTube. Với độ dài chưa đầy 1 phút, đoạn teaser đã hé lộ những cảnh quay đẹp mắt trong phim đồng thời giới thiệu chân dung "cô gái đến từ hôm qua" Miu Lê duyên dáng trong tà áo dài trắng cùng anh chàng si tình Ngô Kiến Huy trên nền ca khúc Tình thôi xót xa. Ngày 2 tháng 4 năm 2017, teaser trailer tiếp theo xuất hiện. Qua teaser trailer, bầu không khí vui nhộn học đường được mở ra, với những trò tinh nghịch, những rung động đầu đời và hình ảnh lớp học bảng đen phấn trắng gợi nhắc quãng thời gian tuổi học trò trong mỗi con người. Ngày 13 tháng 6 năm 2017, trailer chính thức của Cô gái đến từ hôm qua được phát hành, hé lộ một vài cảnh quay trong phim. Ngày 13 tháng 7 năm 2017, bộ phim chính thức tổ chức buổi họp báo ra mắt ở Thành phố Hồ Chí Minh. Ngày 14 tháng 7 năm 2017, buổi họp báo bộ phim được tổ chức ở Hà Nội với sự tham gia của đạo diễn Phan Gia Nhật Linh, dàn diễn viên và nhiều khách mời đặc biệt.

## Phát hành
Phim chính thức công chiếu tại Việt Nam từ ngày 21 tháng 7 năm 2017, nhưng được chiếu sớm trong hai ngày 15 và 16 tháng 7 năm 2017, theo như kế hoạch ban đầu. Tuy nhiên, nhà phát hành quyết định sẽ tăng thêm suất chiếu sớm vào hai ngày cuối tuần (17 và 18 tháng 7 năm 2017) vào hai ngày 19 và 20 tháng 7 năm 2017. Cũng từ ngày 13 đến ngày 23 tháng 7 tại Liên hoan phim quốc tế giả tưởng Bucheon, Hàn Quốc, Cô gái đến từ hôm qua đã có buổi chiếu đầu tiên trên toàn thế giới ở hạng mục World Fantastic Blue (dành cho các phim khoa học viễn tưởng, giả tưởng, hài và tâm lý không có nhiều cảnh ghê rợn). Cô gái đến từ hôm qua chính thức lên sóng trên kênh truyền hình K+1 và K+1 HD vào lúc 20 giờ ngày 24 tháng 11 năm 2017.

## Đón nhận

### Doanh thu phòng vé
Sau 4 ngày chiếu sớm, bộ phim thu hút gần 190.000 lượt khán giả tới rạp, thu về 14 tỷ đồng, bất chấp việc phải cạnh tranh với 21 phim ngoại ra mắt cùng thời điểm trong tháng 7. Theo nhà phát hành phim, Cô gái đến từ hôm qua đã bán được hơn 700.000 vé, cán mốc 2 triệu USD (gần 45 tỷ VND) sau một tuần khởi chiếu và đạt 50 tỷ đồng sau 10 ngày công chiếu chính thức. Ba tuần sau ngày công chiếu, bộ phim đã có trên một triệu lượt khán giả với doanh thu 65 tỷ đồng. Tổng cộng doanh thu của Cô gái đến từ hôm qua là 70 tỷ đồng.

### Đánh giá
–  Tác giả nguyên tác Nguyễn Nhật Ánh
Phim nhận được những phản hồi tích cực của giới chuyên môn và khán giả. Nghệ sĩ Đỗ Đức Thịnh nhận xét đây là một phim "Mạch lạc, dễ xem và rất đáng xem". Còn diễn viên Hồng Ánh đã dành một dòng trạng thái khá dài để bình luận và khen ngợi về bộ phim. Trong khi đó, đạo diễn Em chưa 18 Lê Thanh Sơn thì nhận xét "Phim trong trẻo, đáng yêu, làm ta nhớ những ngày say sưa đọc truyện [...] của chú Ánh". Đạo diễn Charlie Nguyễn cũng ca ngợi "cách kể chuyện thông minh, sáng tạo, chỉ đạo diễn xuất tinh tế, tạo cảm xúc bằng hình ảnh rất hiệu quả" của phim.
Phim được đánh giá trên trang web chính thức của Liên hoan phim quốc tế giả tưởng Bucheon với số điểm là 8,75 trên 10. Tại Internet Movie Database, phim được đánh giá 7,2 trên 10 (từ 103 người dùng). Anh Trâm trên Zing News bình luận: "Tuy chưa phải là một tác phẩm hoàn hảo, nhưng Cô gái đến từ hôm qua vẫn thuộc nhóm “cửa trên” của điện ảnh Việt Nam trong thời điểm hiện tại.[...] Do đó, chuyến du hành cảm xúc của tác phẩm nhìn chung vẫn là một thành công, bởi khán giả có thể cùng cười, khóc, nhớ và trân trọng thời thanh xuân đã qua nhờ tác phẩm" và đã chấm cho bộ phim với số điểm 7 trên 10.

### Giải thưởng
| 2017 | Liên hoan phim Việt Nam lần thứ 20 | Nữ diễn viên phụ xuất sắc                                | Hà Mi           | Đoạt giải | [ 29 ] |
| 2017 | Ngôi Sao Xanh lần thứ 4            | Nam diễn viên điện ảnh được yêu thích nhất               | Jun Phạm        | Đoạt giải | [ 30 ] |
| 2017 | Ngôi Sao Xanh lần thứ 4            | Nữ diễn viên điện ảnh được yêu thích nhất                | Hoàng Yến Chibi | Đoạt giải | [ 31 ] |
| 2018 | Giải Mai vàng lần thứ 23           | Nam diễn viên điện ảnh – truyền hình được yêu thích nhất | Ngô Kiến Huy    | Đoạt giải | [ 32 ] |
| 2018 | Giải Mai vàng lần thứ 23           | Nữ diễn viên điện ảnh – truyền hình được yêu thích nhất  | Miu Lê          | Đề cử     | [ 33 ] |